# 小林透
小林 透（こばやし とおる、1964年2月27日 - ）は、ベーシスト、作曲家。北海道出身。血液型はA型。

## 人物
北海道札幌星園高等学校中退後に大検を取得。「トオルチャン」の愛称がある。1983年にアメリカボストン市のバークリー音楽院（現バークリー音楽大学）に単身留学するも約1年で中退。帰国後はレコーディングのサポート、シンセサイザーの音源作成、CMなどの作曲活動で活動。仲の良い友人は現ANTHEMのドラマー本間大嗣。ベース奏法は、ハードロックでありながら、スラップを多用する。プログレッシブ・ロックバンドREDでは第2期第3期メンバーであった。アメリカのイオンド大学で音響概論の講師を務めたほか、現在は、オムニシステムコミュニケーションズというIT関連の会社を経営している。

## 代表的な使用楽器
- SAVRE BASS
  - MUSICMAN 1969年製 (With Bartolini Pickups & TUNE PRE-AMP)
- ジャズベース
  - フェンダー 1977年製 フレットレスベース
- EEL BASS/ORIGINAL 1994年製 (With Bartolini Pickups & TUNE PRE-AMP)

## 主な作品
- Red/Red
- MINOS/Red
- 危険濃度-ドミニオン/D-CREW
- 平成のモーツァルト/D-CREW

## 主なCM
- ヤマハ・クラビノーバ（1982年頃）
- ライオン・ソフランC（CMソング・2005年頃）